# Rodolfo Romero
Rodolfo Romero (1880-1957) fue un escritor y periodista uruguayo.

## Biografía
Nacido en 1880 en la localidad uruguaya de Las Piedras, se instaló en Buenos Aires. Fue periodista en La Prensa, Caras y Caretas y Fray Mocho, además de escribir cuentos como El Imperio del músculo, La rubia de las medias violetas, El destino de Juan Lanas, La progenie de Adán, La herencia del tío, El soborno de San Pedro y El negocio del día. Falleció el 26 de diciembre de 1957.